# Fortrose (Nueva Zelanda)
Fortrose es una pequeña localidad en la región de Southland, en la Isla Sur de Nueva Zelanda. Recibió su nombre en honor a uno de los colonos escoceses a mediados del siglo XIX. Se encuentra en la desembocadura del Río Mataura siendo un importante puerto durante el siglo XIX. Actualmente se le conoce como la 'Puerta hacia The Catlins'.
- Datos: Q5472751
- Multimedia: Fortrose, New Zealand / Q5472751